# Topologie codénombrable
En topologie — une branche des mathématiques —, la topologie codénombrable, variante de la topologie cofinie, est décrite dans le livre Counterexamples in Topology de Lynn Arthur Steen et J. Arthur Seebach, Jr. (exemple 20 : « Countable complement topology »).
C'est la topologie que l'on peut définir sur un ensemble X en prenant comme ouverts l'ensemble vide ainsi que les parties de X dont le complémentaire dans X est au plus dénombrable. Formellement, la topologie codénombrable sur X est :

## Propriétés
- La topologie induite sur une partie Y de X est la topologie codénombrable sur Y.
- Lorsque X est fini ou dénombrable, la topologie codénombrable sur X est en fait la topologie discrète sur X.
- Toute suite convergente de X est stationnaire.
- Les parties quasi-compactes de X sont les parties finies. Ainsi X est un espace KC.

## Propriétés lorsqueXestnon dénombrable
- Ce n'est pas un espace séparé.
- Ce n'est pas un espace à bases dénombrables de voisinages.
- Ce n'est pas un espace séparable.
- C'est un espace de Lindelöf.
- Ce n'est pas un espace dénombrablement compact.
- C'est un espace irréductible donc connexe, localement connexe et pseudo-compact (en).